# 스미요시촌 (도쿠시마현)
스미요시촌(住吉村)은 도쿠시마현 이타노군에 있던 촌이다. 

## 역사
- 1889년 10월 1일 - 정촌제 시행에 수반해, 이타노군 5촌의 구역으로 스미요시촌이 성립하였다.
- 1955년 3월 31일 - 아이조노촌과 합병해 도나리정이 성립, 동일 스미요시촌은 폐지되었다.